# Spinotarsus hluhluwensis
Spinotarsus hluhluwensis är en mångfotingart som först beskrevs av Christoph D. Schubart 1966.  Spinotarsus hluhluwensis ingår i släktet Spinotarsus och familjen Odontopygidae. Inga underarter finns listade i Catalogue of Life.